# Aegopodium podagraria
Aegopodium é uma espécie de planta medicinal pertencente à família Apiaceae. É originária da Eurásia.

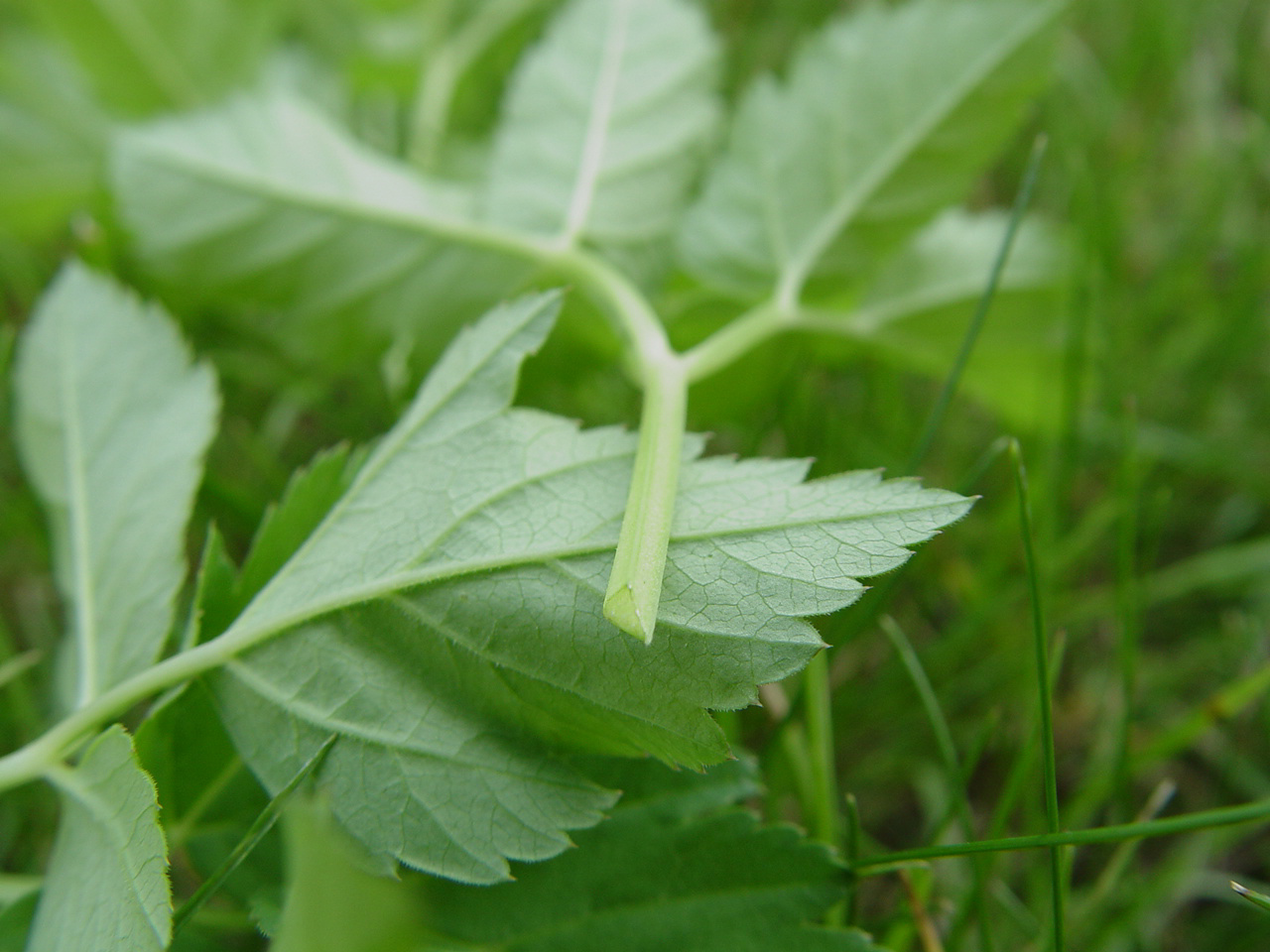
Talos

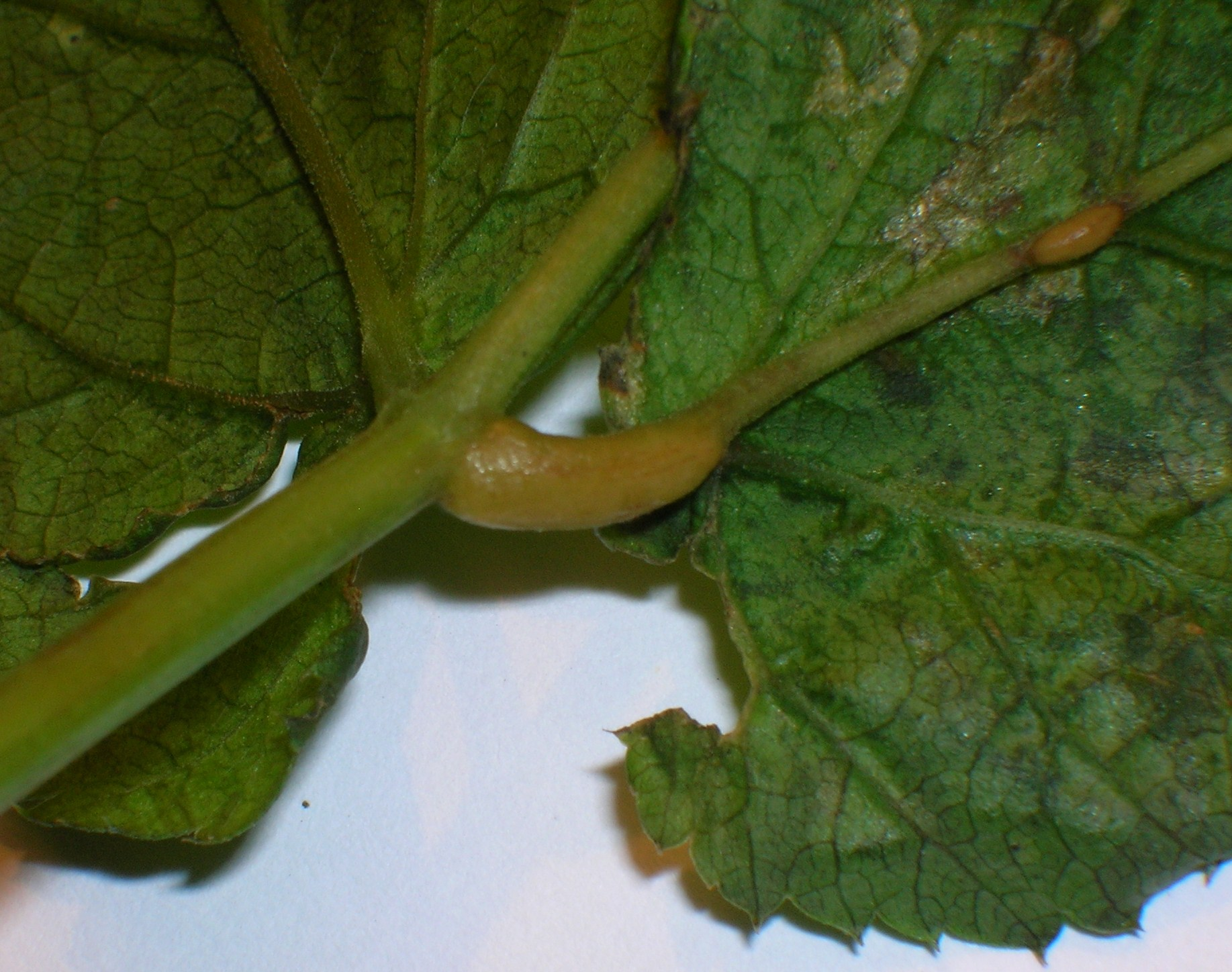
Protomyces macrosporus na planta.

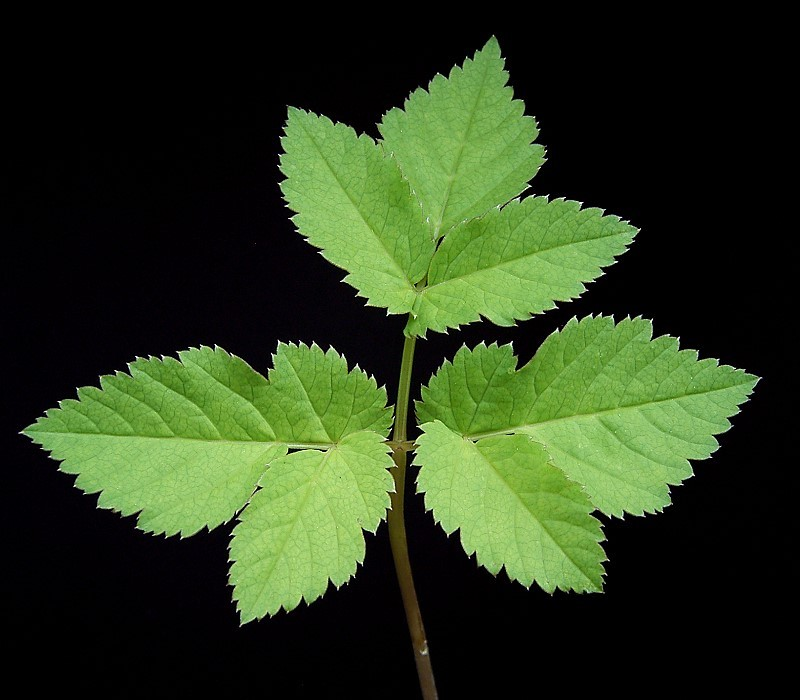
Folhas

## Descrição
Tem uma cor variada de verde e branco que às vezes se torna verde dentro de uma zona. As flores são pequenas, de cor branca, com cinco pétalas e saem acima das folhas, em grupos planos.
Forma manchas densas e é considerada como uma ameaça ecológica, é invasivo e reduz a diversidade de espécies na superfície do solo. Por este motivo utiliza-se, com frequência, para  a manutenção do cobertura vegetal.

## Propriedades

### Princípios activos
Contém Vitamina C (folhas)

### Indicações
Utiliza-se como sedativo, diurético (frutos), aromático, estimulante, resolutivo, cicatrizante. Usado para o reuma e a gota, varizes, doenças da pele. Os frutos em infusão ou decoção usam-se para doenças intestinais, renais ou da vesícula.

### Preparação, receitas
Utilizam-se as folhas frescas para a gota e secas em infusão para o reuma. As folhas trituradas podem-se empregar para refrescar a pele depois da picada de insetos. As folhas frescas cortadas finamente com carne picada e puré de aveia para facilitar a digestão.

## Distribuição
Aegopodium podagraria é nativa da Europa e Ásia.

## Portugal
Trata-se de uma espécie presente no território português, nomeadamente em Portugal Continental e no Arquipélago dos Açores.
Em termos de naturalidade é nativa da primeira região e é introduzida na segunda.

## Proteção
Não se encontra protegida por legislação portuguesa ou da Comunidade Europeia.

## Taxonomia
Aegopodium podagraria foi descrita por Carolus Linnaeus e publicado em Species Plantarum 2: 265. 1753.
Etimología
Aegopodium: nome genérico que deriva das palavras gregas:
αἴγειος (Aigeos = "cabra") e πούς-ποδός (pous-podos = "pé") e refere-se à forma das folhas, que recorda a um pé de cabra.
podagraria: epíteto
Sinonímia
- Aegopodium   latifolium   Turcz.   [1844, Bull. Soc. Imp. Naturalistes Moscou, 17 : 711]
- Ligusticum podagraria Roth & T.lestib.
- Tragoselinum angelica Lam. [1779, Fl. Fr., 3 : 449] [nom. illeg.]
- Sium podagraria (L.) Weber in F.h.wigg. [1780, Prim. Fl. Holsat. : 24]
- Sison podagraria (L.) Spreng. [1813, Pl. Umb. Prodr. : 35]
- Seseli podagraria (L.) Weber
- Seseli aegopodium Scop. [1771, Fl. Carniol., ed. 2, 1 : 215] [nom. illeg.]
- Selinum podagraria (L.) E.h.l.krause in Sturm [1904, Fl. Deutschl., ed. 2, 12 : 57]
- Podagraria erratica Bubani [1899, Fl. Pyr., 2 : 351] [nom. illeg.]
- Podagraria aegopodium Moench [1794, Meth. : 90]
- Pimpinella podagraria (L.) T.lestib. [1828, Botanogr. Belg., 2 (2) : 269]
- Pimpinella angelicifolia Lam. [1785, Encycl. Méth. Bot., 1 : 451]
- Carum podagraria (L.) Roth [1827, Enum. Pl. Phan. Germ., 1 (1) : 946]
- Apium podagraria (L.) Caruel in Parl. [1889, Fl. Ital., 8 : 467]
- Aegopodium angelicifolium Salisb.
- Aegopodium simplex Lavy
- Aegopodium ternatum Gilib.
- Aegopodium tribracteolatum Schmalh.
- Apium biternatum Stokes
- Sium vulgare Bernh.[4][5]

## Nome comum
- Português: pequena-angélica, angélica menor.[6]

## Galeria

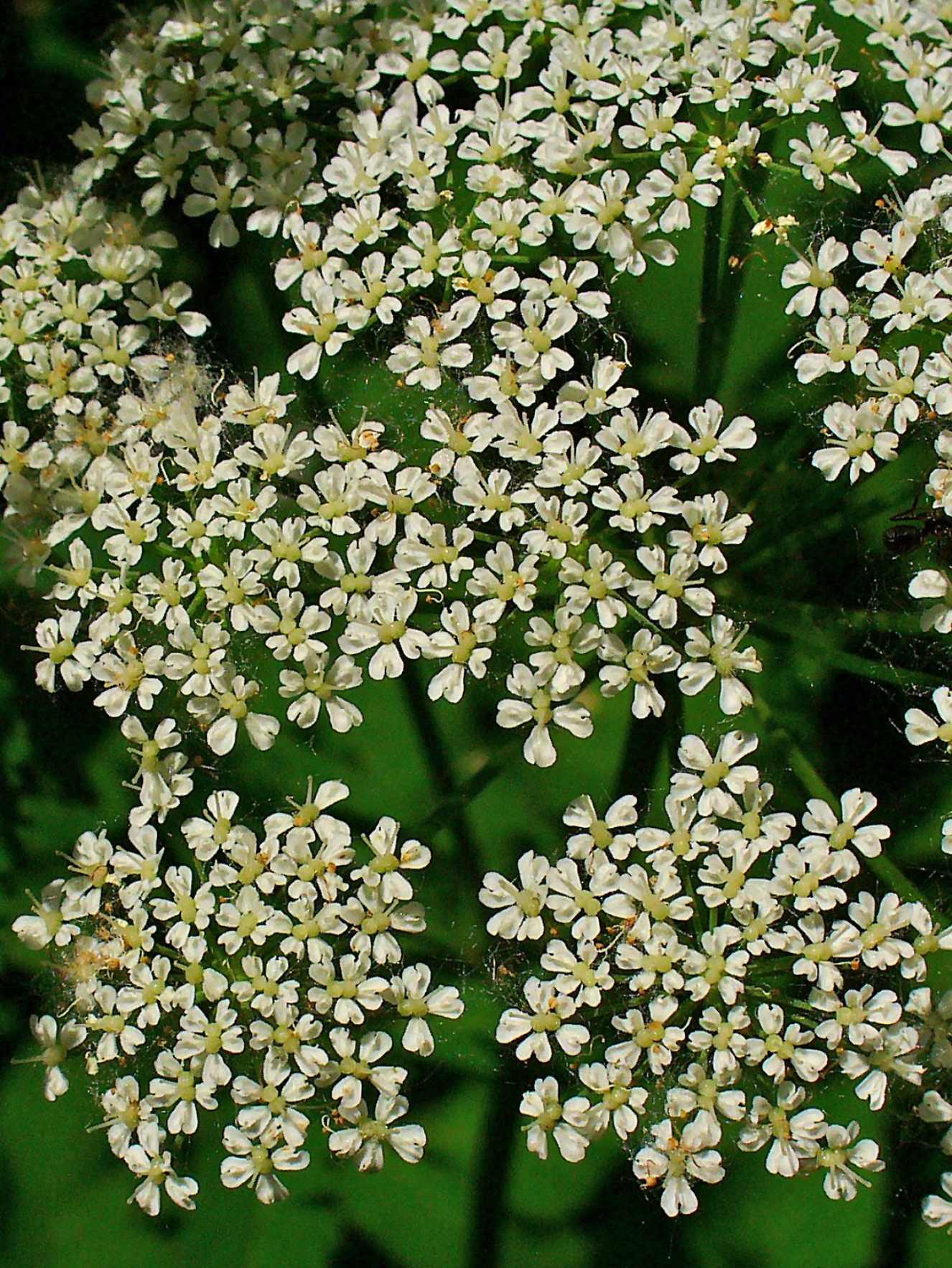
Flores
Planta
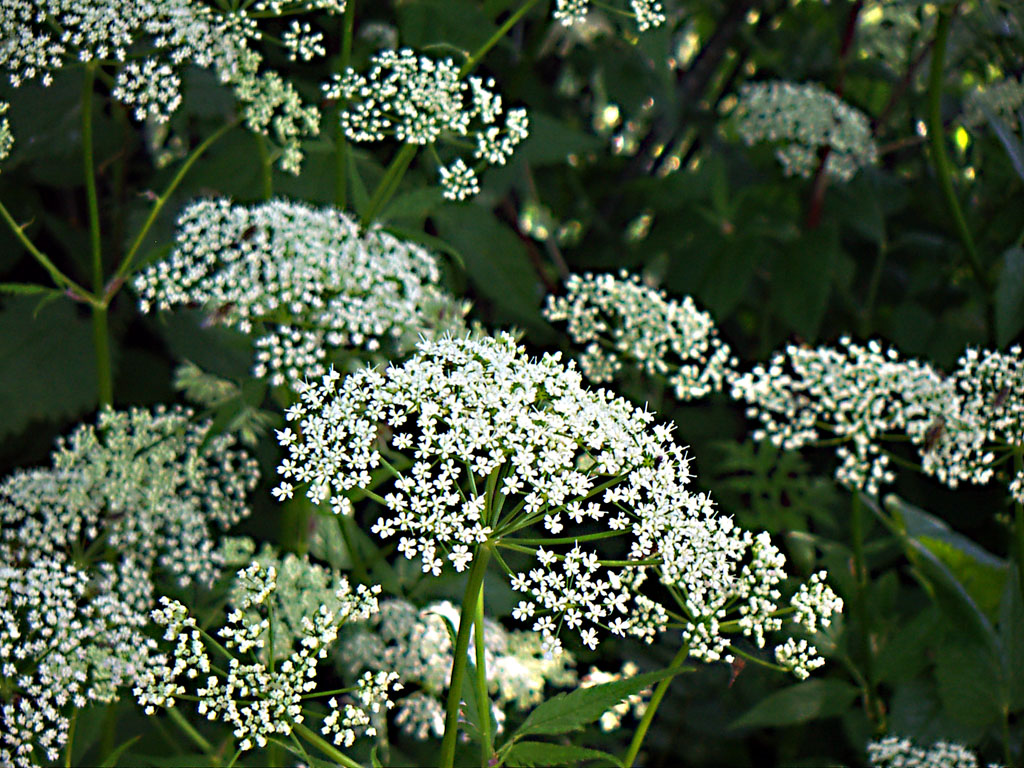
Umbela
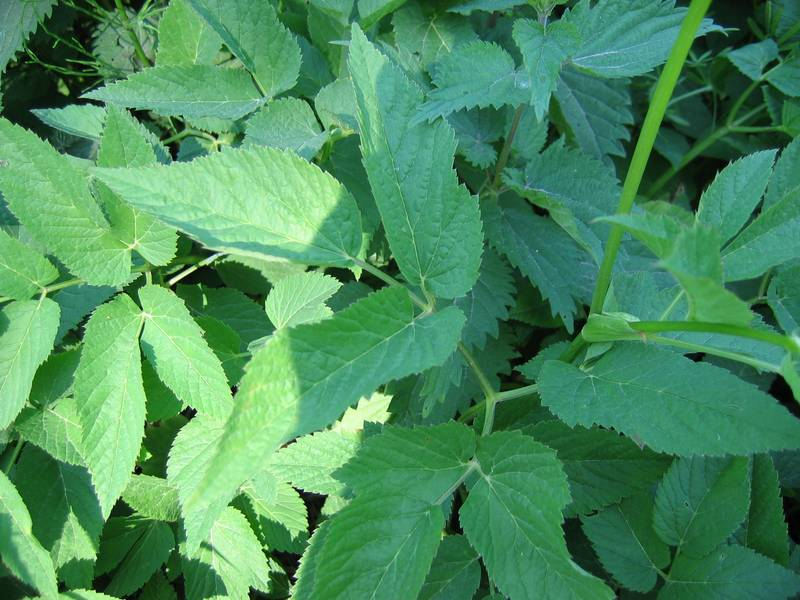
Folhas